# Agyneta rugosa
Agyneta rugosa là một loài nhện trong họ Linyphiidae.
Loài này thuộc chi Agyneta. Agyneta rugosa được Jörg Wunderlich miêu tả năm 1992.